# Partecipanti alla Strade Bianche 2021
Elenco dei partecipanti alla Strade Bianche 2021.
La Strade Bianche 2021 è stata la quindicesima edizione della corsa. Alla competizione presero parte 25 squadre: 19 con licenza UCI World Tour 2021 e 6 UCI ProTeam.
Ciascuna delle squadre è composta da sette ciclisti, per un totale di 175 accreditati alla partenza.

## Corridori per squadra
Nota: R ritirato, NP non partito, FT fuori tempo, SQ squalificato
| Jumbo-Visma                 | Jumbo-Visma                 | Jumbo-Visma                 | AG2R Citroën Team   | AG2R Citroën Team   | AG2R Citroën Team   | Alpecin-Fenix                      | Alpecin-Fenix                      | Alpecin-Fenix                      |
| --------------------------- | --------------------------- | --------------------------- | ------------------- | ------------------- | ------------------- | ---------------------------------- | ---------------------------------- | ---------------------------------- |
| N°                          | Ciclista                    | Clas.                       | N°                  | Ciclista            | Clas.               | N°                                 | Ciclista                           | Clas.                              |
| 1                           | Wout Van Aert               | 4°                          | 11                  | Greg Van Avermaet   | 19°                 | 21                                 | Mathieu van der Poel               | 1°                                 |
| 2                           | Tobias Foss                 | 45°                         | 12                  | Lilian Calmejane    | FT                  | 22                                 | Xandro Meurisse                    | FT                                 |
| 3                           | Robert Gesink               | 68°                         | 13                  | Nans Peters         | 34°                 | 23                                 | Jonas Rickaert                     | R                                  |
| 4                           | Chris Harper                | 117°                        | 14                  | Michael Schär       | 51°                 | 24                                 | Petr Vakoč                         | 15°                                |
| 5                           | Paul Martens                | R                           | 15                  | Gijs Van Hoecke     | 87°                 | 25                                 | Otto Vergaerde                     | FT                                 |
| 6                           | Timo Roosen                 | 84°                         | 16                  | Andrea Vendrame     | 26°                 | 26                                 | Gianni Vermeersch                  | 14°                                |
| 7                           | N. Van Hooydonck            | 75°                         | 17                  | Clément Venturini   | 17°                 | 27                                 | Philipp Walsleben                  | 94°                                |
| Androni Giocattoli-Sidermec | Androni Giocattoli-Sidermec | Androni Giocattoli-Sidermec | Astana-Premier Tech | Astana-Premier Tech | Astana-Premier Tech | Bahrain Victorious                 | Bahrain Victorious                 | Bahrain Victorious                 |
| N°                          | Ciclista                    | Clas.                       | N°                  | Ciclista            | Clas.               | N°                                 | Ciclista                           | Clas.                              |
| 31                          | Mattia Bais                 | 79°                         | 41                  | Jakob Fuglsang      | 9°                  | 51                                 | Pello Bilbao                       | 10°                                |
| 32                          | Alexander Cepeda            | FT                          | 42                  | Alex Aranburu       | 22°                 | 52                                 | Eros Capecchi                      | R                                  |
| 33                          | Simon Pellaud               | R                           | 43                  | Manuele Boaro       | 95°                 | 53                                 | Matej Mohorič                      | 55°                                |
| 34                          | Josip Rumac                 | 77°                         | 44                  | Fabio Felline       | R                   | 54                                 | Domen Novak                        | R                                  |
| 35                          | Filippo Tagliani            | FT                          | 45                  | Hugo Houle          | 50°                 | 55                                 | Mark Padun                         | R                                  |
| 36                          | Nicola Venchiarutti         | FT                          | 46                  | Gorka Izagirre      | 49°                 | 56                                 | Hermann Pernsteiner                | 42°                                |
| 37                          | Mattia Viel                 | FT                          | 47                  | Jonas Gregaard      | FT                  | 57                                 | Jan Tratnik                        | 82°                                |
| Bardiani-CSF-Faizanè        | Bardiani-CSF-Faizanè        | Bardiani-CSF-Faizanè        | Bora-Hansgrohe      | Bora-Hansgrohe      | Bora-Hansgrohe      | Cofidis                            | Cofidis                            | Cofidis                            |
| N°                          | Ciclista                    | Clas.                       | N°                  | Ciclista            | Clas.               | N°                                 | Ciclista                           | Clas.                              |
| 61                          | Giovanni Visconti           | R                           | 71                  | Giovanni Aleotti    | 54°                 | 81                                 | Nicolas Edet                       | 111°                               |
| 62                          | Davide Gabburo              | R                           | 72                  | Emanuel Buchmann    | 39°                 | 82                                 | Natnael Berhane                    | 105°                               |
| 63                          | Fabio Mazzucco              | FT                          | 73                  | Marcus Burghardt    | 67°                 | 83                                 | Tom Bohli                          | 78°                                |
| 64                          | Alessandro Tonelli          | 91°                         | 74                  | Patrick Gamper      | 115°                | 84                                 | André Carvalho                     | 86°                                |
| 65                          | Filippo Zaccanti            | R                           | 75                  | Patrick Konrad      | 31°                 | 85                                 | Thomas Champion                    | 81°                                |
| 66                          | Filippo Zana                | 37°                         | 76                  | Daniel Oss          | 52°                 | 86                                 | Nathan Haas                        | 109°                               |
| 67                          | Samuele Zoccarato           | 107°                        | 77                  | Ben Zwiehoff        | 69°                 | 87                                 | Fabio Sabatini                     | R                                  |
| Deceuninck-Quick Step       | Deceuninck-Quick Step       | Deceuninck-Quick Step       | EF Education-Nippo  | EF Education-Nippo  | EF Education-Nippo  | Eolo-Kometa Cycling Team           | Eolo-Kometa Cycling Team           | Eolo-Kometa Cycling Team           |
| N°                          | Ciclista                    | Clas.                       | N°                  | Ciclista            | Clas.               | N°                                 | Ciclista                           | Clas.                              |
| 91                          | Julian Alaphilippe          | 2°                          | 101                 | Alberto Bettiol     | 23°                 | 111                                | Davide Bais                        | 100°                               |
| 92                          | João Almeida                | 36°                         | 102                 | Simon Carr          | 11°                 | 112                                | Erik Fetter                        | 99°                                |
| 93                          | Kasper Asgreen              | 25°                         | 103                 | Lawson Craddock     | R                   | 113                                | S. García González                 | FT                                 |
| 94                          | Davide Ballerini            | R                           | 104                 | Mitchell Docker     | 113°                | 114                                | Arturo Grávalos                    | FT                                 |
| 95                          | Dries Devenyns              | R                           | 105                 | Alex Howes          | R                   | 115                                | Samuele Rivi                       | R                                  |
| 96                          | Pieter Serry                | 65°                         | 106                 | Sebastian Langeveld | FT                  | 116                                | Diego Sevilla                      | FT                                 |
| 97                          | Zdeněk Štybar               | 61°                         | 107                 | Julius van den Berg | FT                  | 117                                | Daniel Viegas                      | FT                                 |
| Groupama-FDJ                | Groupama-FDJ                | Groupama-FDJ                | Ineos Grenadiers    | Ineos Grenadiers    | Ineos Grenadiers    | Intermarché-Wanty-Gobert Matériaux | Intermarché-Wanty-Gobert Matériaux | Intermarché-Wanty-Gobert Matériaux |
| N°                          | Ciclista                    | Clas.                       | N°                  | Ciclista            | Clas.               | N°                                 | Ciclista                           | Clas.                              |
| 121                         | Stefan Küng                 | 30°                         | 131                 | Thomas Pidcock      | 5°                  | 141                                | Théo Delacroix                     | 76°                                |
| 122                         | Kevin Geniets               | 16°                         | 132                 | Leonardo Basso      | R                   | 142                                | Tom Devriendt                      | R                                  |
| 123                         | Simon Guglielmi             | 38°                         | 133                 | Egan Bernal         | 3°                  | 143                                | Andrea Pasqualon                   | R                                  |
| 124                         | Tobias Ludvigsson           | 102°                        | 134                 | Owain Doull         | 27°                 | 144                                | Simone Petilli                     | 90°                                |
| 125                         | Valentin Madouas            | 21°                         | 135                 | Michał Kwiatkowski  | R                   | 145                                | Lorenzo Rota                       | 33°                                |
| 126                         | Rudy Molard                 | 35°                         | 136                 | Salvatore Puccio    | R                   | 146                                | Loïc Vliegen                       | R                                  |
| 127                         | Romain Seigle               | 63°                         | 137                 | Pavel Sivakov       | 66°                 | 147                                | Jan Bakelants                      | 64°                                |
| Israel Start-Up Nation      | Israel Start-Up Nation      | Israel Start-Up Nation      | Lotto Soudal        | Lotto Soudal        | Lotto Soudal        | Movistar Team                      | Movistar Team                      | Movistar Team                      |
| N°                          | Ciclista                    | Clas.                       | N°                  | Ciclista            | Clas.               | N°                                 | Ciclista                           | Clas.                              |
| 151                         | Jenthe Biermans             | R                           | 161                 | Tim Wellens         | 13°                 | 171                                | Alejandro Valverde                 | 46°                                |
| 152                         | Guillaume Boivin            | FT                          | 162                 | Filippo Conca       | 80°                 | 172                                | Héctor Carretero                   | 96°                                |
| 153                         | Alessandro De Marchi        | 58°                         | 163                 | Frederik Frison     | 93°                 | 173                                | Iván García Cortina                | 29°                                |
| 154                         | Reto Hollenstein            | 85°                         | 164                 | Andreas Kron        | 28°                 | 174                                | Abner González                     | 70°                                |
| 155                         | Alexis Renard               | FT                          | 165                 | Tomasz Marczyński   | R                   | 175                                | Lluís Mas                          | 47°                                |
| 156                         | Mads Würtz Schmidt          | 108°                        | 166                 | Tosh Van Der Sande  | R                   | 176                                | Sergio Samitier                    | 114°                               |
| 157                         | Tom Van Asbroeck            | 74°                         | 167                 | Brent Van Moer      | 60°                 | 177                                | Gonzalo Serrano                    | 48°                                |
| Team Arkéa-Samsic           | Team Arkéa-Samsic           | Team Arkéa-Samsic           | Team BikeExchange   | Team BikeExchange   | Team BikeExchange   | Team DSM                           | Team DSM                           | Team DSM                           |
| N°                          | Ciclista                    | Clas.                       | N°                  | Ciclista            | Clas.               | N°                                 | Ciclista                           | Clas.                              |
| 181                         | Diego Rosa                  | 56°                         | 191                 | Simon Yates         | 62°                 | 201                                | Romain Bardet                      | 20°                                |
| 182                         | Thibault Guernalec          | R                           | 192                 | Jack Bauer          | 88°                 | 202                                | Thymen Arensman                    | 116°                               |
| 183                         | Kévin Ledanois              | 112°                        | 193                 | Brent Bookwalter    | 43°                 | 203                                | Romain Combaud                     | 106°                               |
| 184                         | Matis Louvel                | 73°                         | 194                 | Chris Juul Jensen   | 59°                 | 204                                | Chris Hamilton                     | 89°                                |
| 185                         | Łukasz Owsian               | 104°                        | 195                 | Barnabás Peák       | FT                  | 205                                | Joris Nieuwenhuis                  | 97°                                |
| 186                         | Laurent Pichon              | R                           | 196                 | Nick Schultz        | R                   | 206                                | Martijn Tusveld                    | 98°                                |
| 187                         | Benjamin Declercq           | 103°                        | 197                 | Robert Stannard     | 30°                 | 207                                | Kevin Vermaerke                    | 110°                               |
| Team Qhubeka Assos          | Team Qhubeka Assos          | Team Qhubeka Assos          | Trek-Segafredo      | Trek-Segafredo      | Trek-Segafredo      | UAE Team Emirates                  | UAE Team Emirates                  | UAE Team Emirates                  |
| N°                          | Ciclista                    | Clas.                       | N°                  | Ciclista            | Clas.               | N°                                 | Ciclista                           | Clas.                              |
| 211                         | Simon Clarke                | 8°                          | 221                 | Gianluca Brambilla  | 32°                 | 231                                | Tadej Pogačar                      | 7°                                 |
| 212                         | Michael Gogl                | 6°                          | 222                 | Nicola Conci        | R                   | 232                                | Valerio Conti                      | R                                  |
| 213                         | Bert-Jan Lindeman           | 83°                         | 223                 | A. Gebreigzabhier   | 72°                 | 233                                | Davide Formolo                     | 24°                                |
| 214                         | Robert Power                | 12°                         | 224                 | Bauke Mollema       | 18°                 | 234                                | Vegard Stake Laengen               | 41°                                |
| 215                         | Mauro Schmid                | 40°                         | 225                 | Antonio Nibali      | R                   | 235                                | Marco Marcato                      | 92°                                |
| 216                         | Karel Vacek                 | R                           | 226                 | Quinn Simmons       | 53°                 | 236                                | Jan Polanc                         | 57°                                |
| 217                         | Emil Vinjebo                | 71°                         | 227                 | Toms Skujiņš        | 44°                 | 237                                | Aljaksandr Rabušėnka               | R                                  |
| Vini Zabù                   |                             |                             |                     |                     |                     |                                    |                                    |                                    |
| N°                          | Ciclista                    | Clas.                       |                     |                     |                     |                                    |                                    |                                    |
| 241                         | Kamil Gradek                | R                           |                     |                     |                     |                                    |                                    |                                    |
| 242                         | Mattia Bevilacqua           | FT                          |                     |                     |                     |                                    |                                    |                                    |
| 243                         | Simone Bevilacqua           | R                           |                     |                     |                     |                                    |                                    |                                    |
| 244                         | Andrea Di Renzo             | 101°                        |                     |                     |                     |                                    |                                    |                                    |
| 245                         | Alessandro Iacchi           | R                           |                     |                     |                     |                                    |                                    |                                    |
| 246                         | Davide Orrico               | FT                          |                     |                     |                     |                                    |                                    |                                    |
| 247                         | Jan Petelin                 | R                           |                     |                     |                     |                                    |                                    |                                    |